# Badjecos

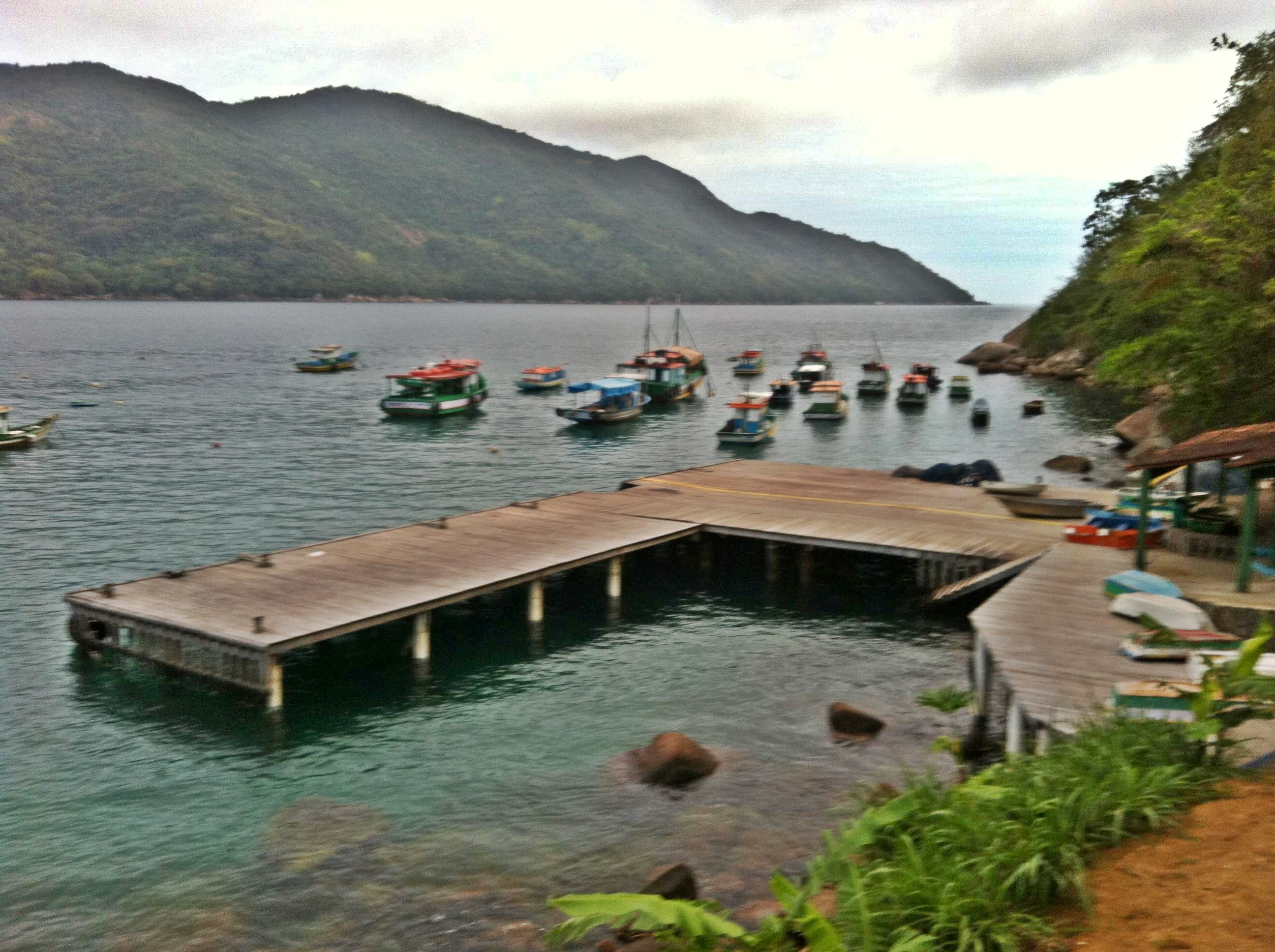
Cais no Provetá

A identidade badjeca, badieca ou bajeca é referente à população tradicional da Ilha Grande, no Rio de Janeiro, classificada como caiçara. 
Embora a denominação "badjeco" seja originalmente exonímica e derrogatória, foi mais recentemente apropriada pela comunidade endonimicamente. Há ao menos três etimologias para o termo: uma popular referente a um suposto morador que teria este nome, uma remontando à gíria ítalo-brasileira, e outra ao termo "bajesto". Outras denominações específicas utilizadas pela comunidade original são "caiçara", "ilhéu" e "nativo", além de termos mais genéricos como "morador", "nascido e criado" e "fluminense".

## Denominação
Sendo o termo muito ligado à oralidade, há discordância sobre sua grafia como badjeco, badieco ou bajeco. O termo é originalmente exonímico e derrogatório, referindo-se à população nativa e tradicional de Ilha Grande e associado a estereótipos negativos (como preguiça e simploriedade) cultivados por populações que interagiam com as comunidades tradicionais da Ilha, especialmente os "angrenses" (habitantes continentais de Angra dos Reis). No século XX, contudo, o termo foi ressignificada como endônimo, a princípio de forma irônica, mas posteriormente adquirindo conotações mais orgulhosas e generalizadas, podendo inclusive se estender para descendentes dos nascidos na Ilha Grande. A terminologia, contudo, é recebida com resistência por alguns moradores, especialmente os mais idosos.
A etimologia do termo é obscura, sendo correlacionada por Janaina de Souza ao termo "bajesto", isto é, "coisa insignificante". A variante badieco, contudo, junto a uma variação local baieco, é utilizada entre ítalo-brasileiros no sul de Santa Catarina como exônimo genérico, especialmente em relação a luso-brasileiros e negros. Desta forma, Luciana Balthazar especula que teria origem no italiano bieco, significando "desonesto" ou "hostil no olhar", vindo do latim obliquus. Uma etimologia popular local, contudo, remete o termo a um suposto morador alcoólatra que teria se chamado "Badjeco".
No século XXI, especialmente pela interação com cientistas sociais, alguns setores dos remanescentes tradicionais da Ilha Grande passaram a identificar-se subsidiariamente como caiçaras, terminologia inclusive preferida pelos locais que ainda rejeitam o termo "badjeco" enquanto endônimo, embora ainda secundária em relação a outras identidades, e "importada" de acadêmicos que usam a terminologia genericamente. Além da significação de seus hábitos por padrões científicos extrínsecos, a identificação com população tradicional conhecida assume contornos políticos pela Política Nacional de Desenvolvimento Sustentável dos Povos e Comunidades Tradicionais, que lhes garante a manutenção de seu território ancestral apesar de este localizar-se em parque estadual. Ainda, revela-se relevante à medida em que o influxo de pessoas sem raízes na comunidade faz com que esta perceba sua individualidade, identificando-se com populações tradicionais de outras regiões.
Outro termo comum de referência aos nascidos em Ilha Grande é simplesmente "ilhéu", termo genérico para pessoas nascidas em ilhas, aceitado pacificamente entre os locais. Outras autodenominações ainda mais genéricas seriam "morador", "nascido e criado", "fluminense" e "nativo", sempre se fazendo polaridade e oposição conceitual entre esta comunidade e os outros indivíduos que se mudam para a Ilha, como empresários do turismo, embora haja convivência. De forma geral, a identidade social e os atributos étnicos são associados a gradações, segundo as quais indivíduos podem ser mais nativos ou menos, o que implica em mais ou menos prestígio em determinadas situações sociais, polaridade intensificada com o aumento do número de habitantes "não nativos", atraídos pelo turismo.